# Piggott
Piggott és una població dels Estats Units a l'estat d'Arkansas. Segons el cens del 2000 tenia 3.894 habitants.

## Demografia
Segons el cens del 2000, Piggott tenia 3.894 habitants, 1.726 habitatges, i 1.101 famílies. La densitat de població era de 290,2 habitants/km².
Dels 1.726 habitatges en un 27% hi vivien nens de menys de 18 anys, en un 52% hi vivien parelles casades, en un 9,4% dones solteres, i en un 36,2% no eren unitats familiars. En el 33% dels habitatges hi vivien persones soles el 20,6% de les quals corresponia a persones de 65 anys o més que vivien soles. El nombre mitjà de persones vivint en cada habitatge era de 2,2 i el nombre mitjà de persones que vivien en cada família era de 2,79.
Per edats la població es repartia de la següent manera: un 22,1% tenia menys de 18 anys, un 7,4% entre 18 i 24, un 23,9% entre 25 i 44, un 23,3% de 45 a 60 i un 23,2% 65 anys o més.
L'edat mediana era de 42 anys. Per cada 100 dones de 18 o més anys hi havia 79,6 homes.
La renda mediana per habitatge era de 25.404 $ i la renda mediana per família de 35.625 $. Els homes tenien una renda mediana de 25.482 $ mentre que les dones 19.405 $. La renda per capita de la població era de 16.382 $. Entorn del 8,1% de les famílies i el 14% de la població estaven per davall del llindar de pobresa.

## Poblacions més properes
El següent diagrama mostra les poblacions més properes.